# ジェイソン・ベナーディ
ジェイソン・ベナーディ（Jason Benade、1995年4月16日 - ）は、ナミビアのラグビーユニオン選手。

## プロフィール
- ナミビア・レホボス出身[1]。
- ポジションはプロップ(PR)。
- 身長 188cm、体重 115kg
- ナミビア代表キャップは17（2025年2月現在）でラグビーワールドカップ2023のナミビア代表に選ばれた[2]。

## 略歴
2025年、ナミビア代表の副将に就任。